# Hortensia Blanch Pita
Hortensia Blanch Pita (La Habana, 1 de diciembre de 1914-Ciudad de México, 26 de julio de 2004) más conocida por su pseudónimo literario Silvia Mistral u, ocasionalmente, Sylvia Mistral fue una escritora  y crítica cinematográfica de origen español.

## Trayectoria
Su padre era catalán, y su madre, cubana de nacimiento, hija de gallegos, tenía ascendencia en Villalba, donde Silvia Mistral pasó buena parte de su infancia. En 1926 regresó a Cuba con la familia. En 1931, tras la proclamación de la República, la familia volvió a España y se instaló en Barcelona. Allí comenzó su relación con el movimiento anarquista, al tiempo que trabajaba en un laboratorio químico, y como periodista escribiendo artículos para diversos medios de comunicación.  Luego se especializó en crítica cinematográfica, contribuyendo a las revistas Popular film, Films Selectos y Proyector, y en 1936 comenzó a trabajar para la delegación de la Paramount Pictures en España.
Durante la guerra civil española, como militante de la Confederación Nacional del Trabajo (CNT), sus colaboraciones aparecieron en la revista Umbral, ilustradas por los dibujantes Viejo y José Horna. También escribió artículos para La Vanguardia y otros medios. Una crónica sobre el éxodo de Teruel fue ilustrada por la fotógrafa Kati Horna, una colaboración que continuó en el exilio. También escribió cuentos y fue secretaria de la revista Nuevo Cinema.
Al acabar la guerra en 1939 marchó al exilio, rumbo a campos de concentración de refugiados en Francia. Desde allí marchó a México, junto a su marido, el dirigente anarquista Ricardo Mestre Ventura, en el barco Ipanema llegando a Veracruz. En México, recibió ayuda, tanto de la Junta de Auxilio a los Refugiados Españoles (JARE) como del Servicio de Evacuación de Refugiados Españoles (SERE).
Publicó artículos y cuentos en México y en otras revistas y periódicos de América Latina como Aventura, Comunidad Ibérica, El Regional, El Libertario y Babel entre otras.
Regresó por primera vez  a España en un viaje a finales de los años 60. Tras la muerte de Franco en otro viaje realizó gestiones y se reconoció sus derechos laborales como exiliada consiguiendo que le pagaran los atrasos y le concedieran la pensión de jubilación por el trabajo en la fábrica de papel durante la República. Aunque realizó numerosos viajes nunca volvió a residir permanentemente en España. Su marido nunca volvió y  falleció en 1997. Ella falleció en 2004 en la Ciudad de México.

## Obra
Es conocida sobre todo por su obra Éxodo. Diario de una refugiada española, publicado en 1940. Este diario abarca desde la caída de Barcelona en el 39 hasta su viaje en el barco Ipanema. Fue prologado por León Felipe. El diario había sido ya publicado por entregas en la revista Hoy de México.
Al ser madre en 1942 de su hija Silvia, escribió otro diario en el que reflejaba su maternidad, Madréporas, publicado en 1944. Este diario fue reeditado con dibujos de Ramón Gaya.
Escribió novelas rosas en la colección Delly con portadas de José Horna,  como Rosas imperiales, que son las típicas historias de amores frustrados. También publicó literatura  juvenil como La cola de la sirena, Mingo el niño de la banda, La Cenicienta China y La bruja vestida de rosa.

## Obras
- Éxodo, diario de una refugiada española. Ed. Minerva. 191 pp. 1940; reedición a cargo del catedrático José Colmeiro. Ed. Icaria, Barcelona 2009.
- Rosas imperiales
- Madréporas. Ed. Minerva. 71 pp. 1944
- La cola de la sirena (Stories from Mexico for young readers). Ed. Trillas. 24 pp. ISBN 9682413893 1983
- Mingo, el niño de la banda. Ed. Trillas. 32 pp. ilustró Bruno López. ISBN 9682418097 1985
- La Cenicienta china. Ed. Trillas. 32 pp. il. ISBN 9682418372 1986
- La bruja vestida de rosa. Ed. Trillas. 32 pp. ISBN	9682425468 1988